# Arturo Puig
Arturo Puig (ur. 17 listopada 1944) – argentyński aktor filmowy i telewizyjny.

## Filmografia
seriale
- 1979: Chau, amor mio jako Hernando
- 2000: Primicias jako Antonio Paz
- 2005: Hombres de Honor jako Don Lorenzo Onoratto

film
- 1970: Los Muchachos de mi barrio
- 1981: Conquista del paraiso, La jako Pablo
- 2002: To, co nas łączy jako Carlos Solla
- 2012: Tesis sobre un homicidio jako Alfredo Hernandez

## Nominacje
W 2008 roku był nominowany do nagrody Premio Martín Fierro